# LE-9
Le LE-9 est un moteur-fusée à ergols liquides japonais brûlant de l'hydrogène liquide et de l'oxygène liquide dans un cycle à expandeur. Sa poussée est de 1 471 kN dans le vide et son impulsion spécifique est de 426 secondes. Il est développé par Mitsubishi Heavy Industries. Deux ou trois exemplaires propulsent le premier étage du lanceur japonais H3.

## Historique
La fusée H-IIA, qui est le principal lanceur spatial japonais en 2013, est une réussite technique (à cette date 23 vols ont été effectués dont 1 seul échec) mais il n'est pas parvenu à obtenir une part de marché significative  des lancements commerciaux du fait notamment de son cout. Les responsables du programme japonais décident en 2013 de développer un nouveau lanceur moins couteux, le H3. Une des principales caractéristiques du  lanceur H3 est le nouveau moteur-fusée  LE-9 qui propulse son premier étage. Celui-ci est moins performant que le LE-7A qu'il remplace mais il est à la fois plus simple et donc à la fois moins couteux et plus fiable. Le développement débute en 2013 et les premiers tests sur banc d'essais ont lieu en 2018. Le nouveau lanceur doit effectuer son premier vol en 2020,,,.

## Caractéristiques techniques
Le LE-9 est un moteur-fusée à ergols liquides brûlant un mélange d'hydrogène et d'oxygène liquide de type cycle à expandeur. Dans ce système d'alimentation la turbopompe qui met sous pression les ergols avant de les injecter dans la chambre de combustion est mise en mouvement par de l'hydrogène gazeux sous pression. Pour produire ce gaz, une partie de l'hydrogène en sortie de la turbopompe circule dans les parois de la chambre de combustion pour limiter sa température. Avec l'énergie acquise au cours de ce processus, l'hydrogène, qui s'est gazéifié et est monté en pression, est injecté dans la turbine de la turbopompe et la fait tourner à grande vitesse. En sortie de la turbine, l'hydrogène gazeux, dont la pression a fortement diminué, est injecté dans la tuyère et circule le long de sa paroi  de celle-ci de manière à former un film la protégeant des gaz chauds. Le cycle à expandeur est moins performant que le cycle à combustion étagée retenu pour le moteur LE-7A prédécesseur du LE-9. Mais il nécessite moins de pièces et est donc plus simple et moins couteux à produire. Enfin il facilite le contrôle de la combustion. Il est également moins complexe qu'un système d'alimentation utilisant un générateur de gaz.     
Le LE-9 a une poussée de 1 471 kN avec  une impulsion spécifique de 426 secondes. Le ratio du mélange oxydant/carburant est de 5,9 et la pression dans la chambre de combustion est de 10 MPa. Le rapport de section de la tuyère est de 37. Le moteur est haut de 3,8 mètres et il pèse 2,4 tonnes.     